# George Craven, III conte di Craven
George Grimston Craven, III conte di Craven (Londra, 16 marzo 1841 – Ashdown Park, 7 dicembre 1883), è stato un nobile inglese.

## Biografia
Era il figlio di William Craven, II conte di Craven, e di sua moglie, Lady Emily Mary Grimston. Frequentò la Harrow School.

## Carriera
Ottenne il grado di tenente nel 1860 nelle Scots Fusiliers Guards. Fu promosso al grado di capitano nel 1864. Il 25 agosto 1866 succedette al padre come conte di Craven. Ha ricoperto la carica di Vice Luogotenente del Warwickshire e di Lord luogotenente del Berkshire (1881-1883).

## Matrimonio
Sposò, il 17 gennaio 1867 a Shrivenham, Evelyn Laura Barrington (16 luglio 1848-9 novembre 1924), figlia di George Barrington, VII visconte Barrington. Ebbero sei figli:
- Lady Mary Beatrix Craven (26 novembre 1867-26 aprile 1881);
- William Craven, IV conte di Craven (16 dicembre 1868-9 luglio 1921);
- Rupert Cecil Craven (19 aprile 1870-9 luglio 1959), sposò in prime nozze Inez Morton Broom, non ebbero figli, e in seconde nozze Josephine Marguerite Reixach y Gisbert, ebbero un figlio;
- Charles Frederick Craven (10 aprile 1873-7 giugno 1873);
- Lady Helen Emily Craven (13 dicembre 1874-13 ottobre 1926), sposò Ian Forbes, ebbero sei figli;
- Charles Eric Craven (6 febbraio 1879-19 luglio 1909), sposò Amalia Kolowratek, ebbero un figlio.

## Morte
Morì il 7 dicembre 1883, dopo una lunga malattia, a Ashdown Park, nel Berkshire. Fu sepolto a Binley, a Coventry.
Le sigarette Craven A hanno preso il suo nome.

## Ascendenza
|                                    |                                       |                                         | Genitori                                |  |  | Nonni |  |  | Bisnonni                         |  |  | Trisnonni   |  |
|                                    |                                       |                                         |                                         |  |  |       |  |  | William Craven, VI barone Craven |  |  | John Craven |  |
|                                    |                                       |                                         |                                         |  |  |       |  |  | William Craven, VI barone Craven |  |  | John Craven |  |
|                                    |                                       | Mary Hickes                             |                                         |  |  |       |  |  | William Craven, VI barone Craven |  |  |             |  |
| William Craven, I conte di Craven  |                                       |                                         |                                         |  |  |       |  |  | William Craven, VI barone Craven |  |  |             |  |
|                                    |                                       | Elizabeth Berkeley                      | Augustus Berkeley, IV conte di Berkeley |  |  |       |  |  |                                  |  |  |             |  |
|                                    |                                       | Elizabeth Berkeley                      | Augustus Berkeley, IV conte di Berkeley |  |  |       |  |  |                                  |  |  |             |  |
|                                    |                                       | Elizabeth Berkeley                      | Elizabeth Drax                          |  |  |       |  |  |                                  |  |  |             |  |
| William Craven, II conte di Craven |                                       | Elizabeth Berkeley                      |                                         |  |  |       |  |  |                                  |  |  |             |  |
|                                    |                                       | John Brunton                            | …                                       |  |  |       |  |  |                                  |  |  |             |  |
|                                    |                                       | John Brunton                            | …                                       |  |  |       |  |  |                                  |  |  |             |  |
|                                    |                                       | John Brunton                            | …                                       |  |  |       |  |  |                                  |  |  |             |  |
| Louisa Brunton                     |                                       | John Brunton                            |                                         |  |  |       |  |  |                                  |  |  |             |  |
|                                    |                                       | Elizabeth Friend                        | …                                       |  |  |       |  |  |                                  |  |  |             |  |
|                                    |                                       | Elizabeth Friend                        | …                                       |  |  |       |  |  |                                  |  |  |             |  |
|                                    |                                       | Elizabeth Friend                        | …                                       |  |  |       |  |  |                                  |  |  |             |  |
| George Craven, III conte di Craven |                                       | Elizabeth Friend                        |                                         |  |  |       |  |  |                                  |  |  |             |  |
|                                    | James Grimston, III visconte Grimston | James Grimston, II visconte Grimston    |                                         |  |  |       |  |  |                                  |  |  |             |  |
|                                    | James Grimston, III visconte Grimston | James Grimston, II visconte Grimston    |                                         |  |  |       |  |  |                                  |  |  |             |  |
|                                    | James Grimston, III visconte Grimston | Mary Bucknall                           |                                         |  |  |       |  |  |                                  |  |  |             |  |
| James Grimston, I conte di Verulam | James Grimston, III visconte Grimston |                                         |                                         |  |  |       |  |  |                                  |  |  |             |  |
|                                    |                                       | Harriot Walter                          | Edward Walter                           |  |  |       |  |  |                                  |  |  |             |  |
|                                    |                                       | Harriot Walter                          | Edward Walter                           |  |  |       |  |  |                                  |  |  |             |  |
|                                    |                                       | Harriot Walter                          | Harriot Forrester                       |  |  |       |  |  |                                  |  |  |             |  |
| Emily Mary Grimston                |                                       | Harriot Walter                          |                                         |  |  |       |  |  |                                  |  |  |             |  |
|                                    |                                       | Charles Jenkinson, I conte di Liverpool | Charles Jenkinson                       |  |  |       |  |  |                                  |  |  |             |  |
|                                    |                                       | Charles Jenkinson, I conte di Liverpool | Charles Jenkinson                       |  |  |       |  |  |                                  |  |  |             |  |
|                                    |                                       | Charles Jenkinson, I conte di Liverpool | Amarantha Cornewall                     |  |  |       |  |  |                                  |  |  |             |  |
| Charlotte Jenkinson                |                                       | Charles Jenkinson, I conte di Liverpool |                                         |  |  |       |  |  |                                  |  |  |             |  |
|                                    |                                       | Catherine Bishopp                       | Cecil Bishopp, VI baronetto             |  |  |       |  |  |                                  |  |  |             |  |
|                                    |                                       | Catherine Bishopp                       | Cecil Bishopp, VI baronetto             |  |  |       |  |  |                                  |  |  |             |  |
|                                    |                                       | Catherine Bishopp                       | Anne Boscawen                           |  |  |       |  |  |                                  |  |  |             |  |
|                                    |                                       | Catherine Bishopp                       |                                         |  |  |       |  |  |                                  |  |  |             |  |